# Маринованные яйца
Маринованные яйца — сваренные вкрутую яйца, замаринованные в уксусе или рассоле. Маринование яиц первоначально являлось способом консервации для длительного хранения. Впоследствии маринованные яйца стали популярной закуской. Маринуют куриные и перепелиные яйца.
Сваренные вкрутую и очищенные от скорлупы яйца помещают в раствор уксуса, соли, специй и других приправ. По типичному британскому рецепту яйца кипятят в маринаде. Некоторые рецепты предусматривают пастеризацию. Яйца выдерживают в маринаде от одного дня до нескольких месяцев. При длительном хранении в маринаде яйцо может приобрести резиновую структуру.
Рецепты маринадов варьируются от обычного рассола для соления до сложных смесей специй, которым иногда придают сладкий или пряный вкус. Итоговый вкус маринованного яйца во многом определяется вкусом рассола. Некоторые рецепты предусматривают добавление в маринад чеснока, имбиря, перца, лаврового листа и других пряных трав. Китайский рецепт содержит традиционные ароматические и пряные смеси.
Рецепт пенсильванских немцев имеет особенность: яйца маринуют со свёклой и луком, маринад делают на основе уксуса с сахаром, солью, гвоздикой и корицей. Благодаря свёкле готовые яйца имеют розовый цвет и кисло-сладкий вкус и являются популярной закуской на пикниках и вечеринках. В Дании маринованные яйца готовят в скорлупе, мелко надколотой при катании варёного яйца по столу.
Чтобы маринад быстрее и лучше пропитывал яйца, их иногда прокалывают зубочисткой. Эта операция ухудшает сохранность заготовки, так как повышает риск развития в яйце клостридий. Проколотые маринованные яйца могут иметь достаточный уровень ботулинического токсина, чтобы привести к заболеваниям.
Маринованные яйца могут подаваться как часть основного блюда, в качестве закуски или гарнира. В Англии с маринованными яйцами приготавливают блюдо из мясного фарша «яйца по-шотландски».
| Пищевая ценность, в 1 шт.: |        |
| Калорийность               | 80     |
| Белка                      | 7,5 г  |
| Общее количество жиров     | 5.5 г  |
| Насыщенных жиров           | 2 г    |
| Холестерин                 | 210 мг |
| Натрия                     | 56 мг  |
| Всего углеводов            | 0      |
| Пищевые волокна            | 0      |

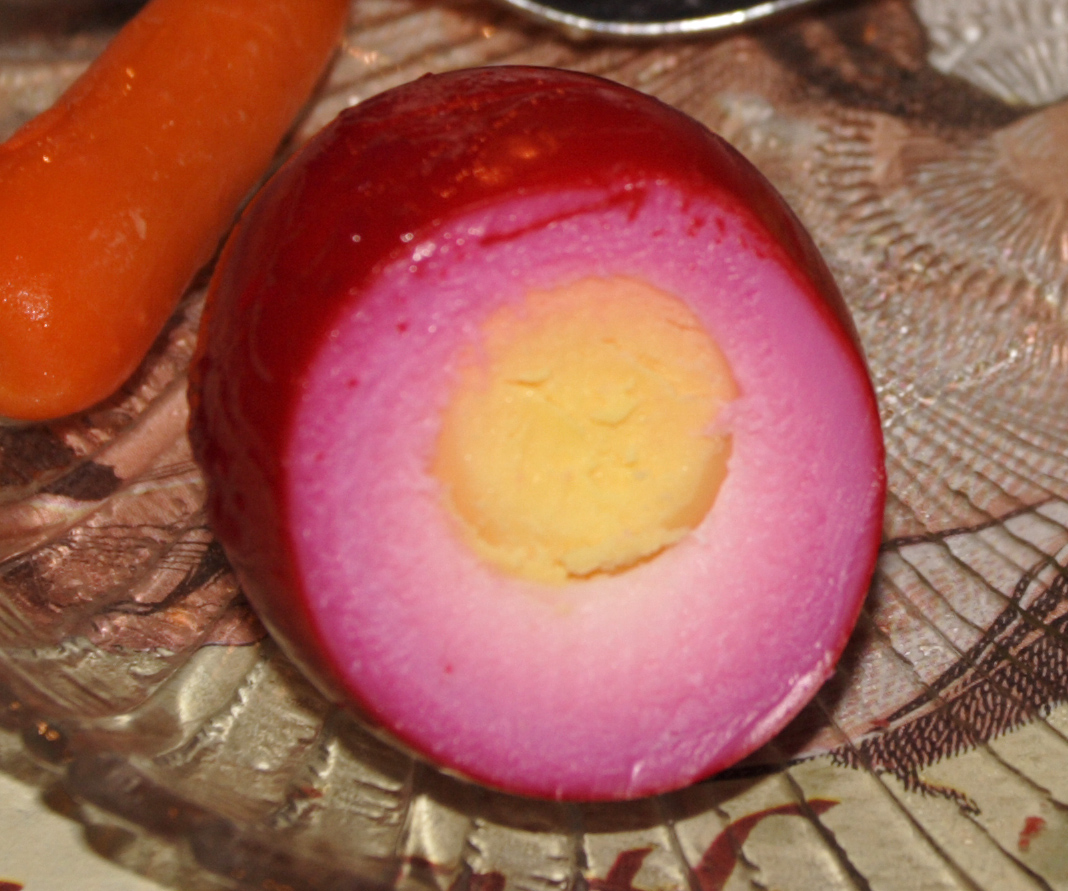
Яйца, маринованные со свёклой
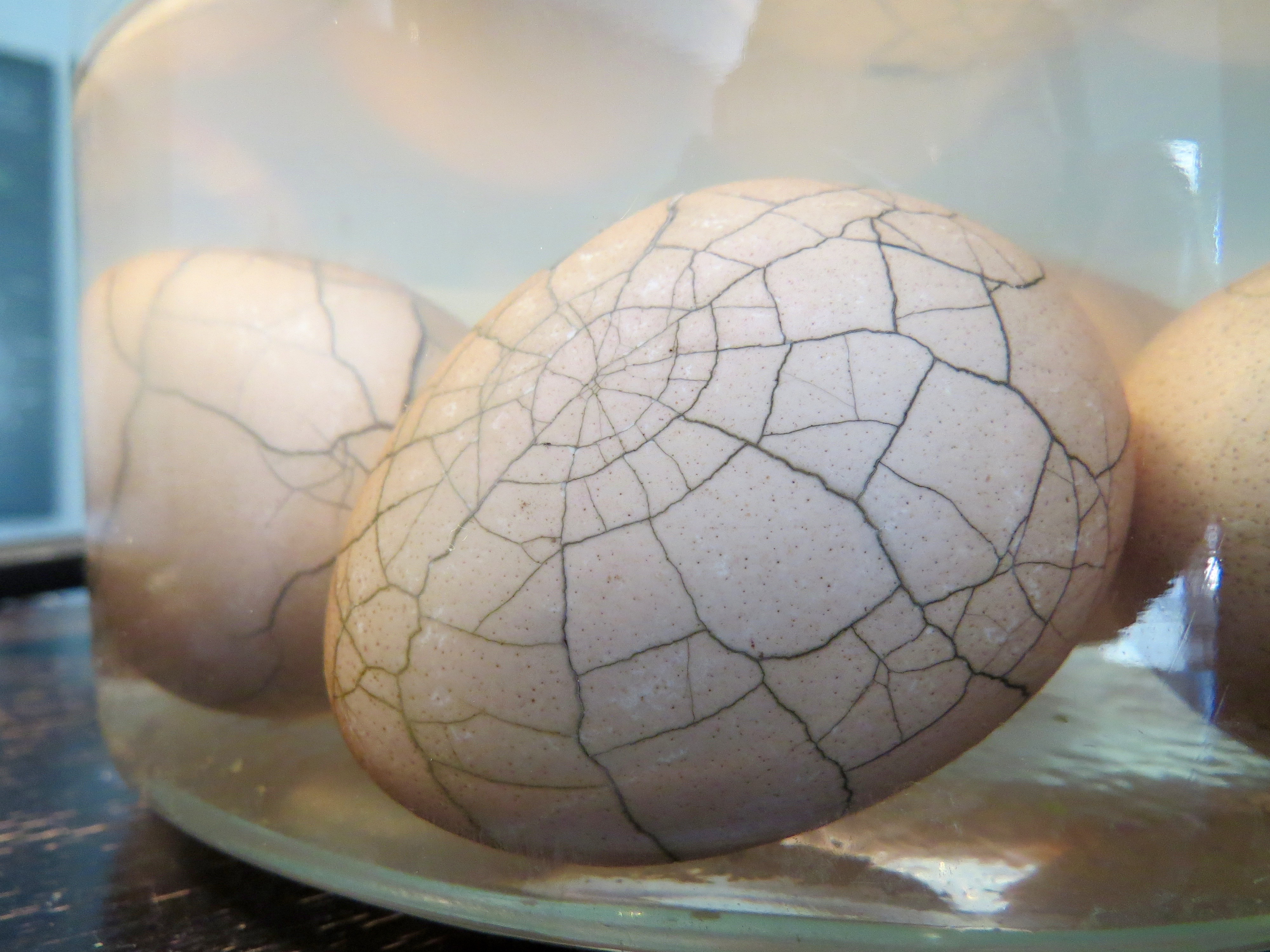
Яйца, маринованные в скорлупе с луком
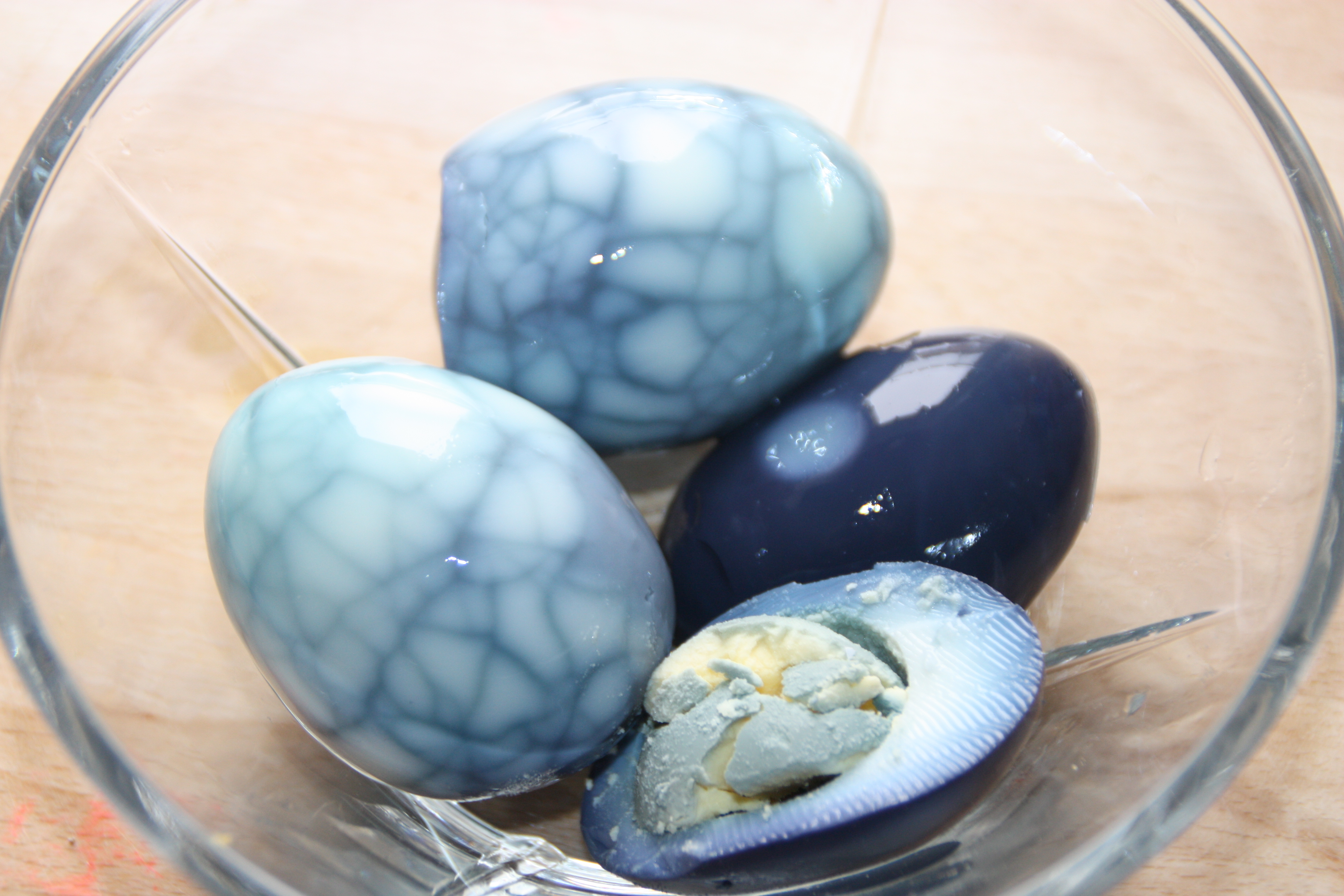
Яйца, маринованные в скорлупе с краснокочанной капустой